# 亞丁省
亞丁省（阿拉伯语：محافظة عدن）是也門的一個省，位於該國的西南部，南面是亞丁灣。2004年前兼轄索科特拉島，此後由哈德拉毛省管轄。
面積741平方公里，2004年人口589,419人。首府亞丁。下分八區。

## 友好省區
- 中华人民共和国上海市